# AMC Networks International Zone
AMC Networks International – Zone (EMEA) (precedentemente conosciuto come Chello Zone, Zone Vision e Zone Media) è un gruppo televisivo britannico specializzato nell'ideazione, produzione e realizzazione di canali televisivi tematici, fondato nel 1991 da Chris Wronski e di proprietà di AMC Networks International.

## Storia
La società è stata fondata per distribuire programmi televisivi nell'Europa orientale, ma ora è presente in 138 paesi. Opera canali sotto 7 marchi, anche se con alcune limitazioni a determinati paesi e fornisce 22 tracce audio.
Nel 2006 l'azienda ha cambiato il nome da Zone Vision Network a Zonemedia.
Nell'ottobre 2007 l'azienda ha cambiato di nuovo il nome, da Zonemedia a Chello Zone.
Il 28 ottobre 2013, AMC Networks ha annunciato di voler acquisire Chellomedia (eccetto la sua divisione del Benelux) da Liberty Global per circa 1,04 miliardi di dollari. L'acquisizione è stata completata l'11 febbraio 2014.
L'8 luglio 2014, AMC Networks rinomina Chello Zone in AMC Networks International – Zone (EMEA).

## Canali

### Presenti
- AMC
- CBS Action (in collaborazione con CBS Studios International)
- CBS Drama (in collaborazione con CBS Studios International)
- CBS Europa (in collaborazione con CBS Studios International)
- CBS Reality (in collaborazione con CBS Studios International)
  - CBS Reality +1 (in collaborazione con CBS Studios International)
- Extreme Sports Channel
- Horror Channel (in collaborazione con CBS Studios International)
  - Horror Channel +1 (in collaborazione con CBS Studios International)
- JimJam
- Outdoor Channel (in collaborazione con Outdoor Channel Holdings Inc.)

### Passati
- MGM Channel EMEA
- Zone Club
- Zone Europa
- Zone Fantasy
- Zone Horror
- Zone Reality
  - Zone Reality +1
- Zone Reality Extra
- Zone Romantica
- Zone Thriller